# Hawley (Massachusetts)
Hawley é uma vila localizada no condado de Franklin no estado estadounidense de Massachusetts. No Censo de 2010 tinha uma população de 337 habitantes e uma densidade populacional de 4,21 pessoas por km².

## Geografia
Hawley encontra-se localizado nas coordenadas 42° 34′ 32″ N, 72° 54′ 03″ O. Segundo o Departamento do Censo dos Estados Unidos, Hawley tem uma superfície total de 79.99 km², da qual 79.86 km² correspondem a terra firme e (0.16%) 0.13 km² é água.

## Demografia
Segundo o censo de 2010, tinha 337 pessoas residindo em Hawley. A densidade populacional era de 4,21 hab./km². Dos 337 habitantes, Hawley estava composto pelo 97.33% brancos, o 0.3% eram afroamericanos, o 0.59% eram amerindios, o 1.19% eram asiáticos, o 0% eram insulares do Pacífico, o 0% eram de outras raças e o 0.59% pertenciam a duas ou mais raças. Do total da população o 1.48% eram hispanos ou latinos de qualquer raça.